# Lasiocampa trifolii
Lasiocampa trifolii és una espècie de papallona nocturna pertanyent a la família Lasiocampidae, subfamília Lasiocampinae i del gènere Lasiocampa.

## Descripció
- Envergadura alar: de 40 a 45 mm

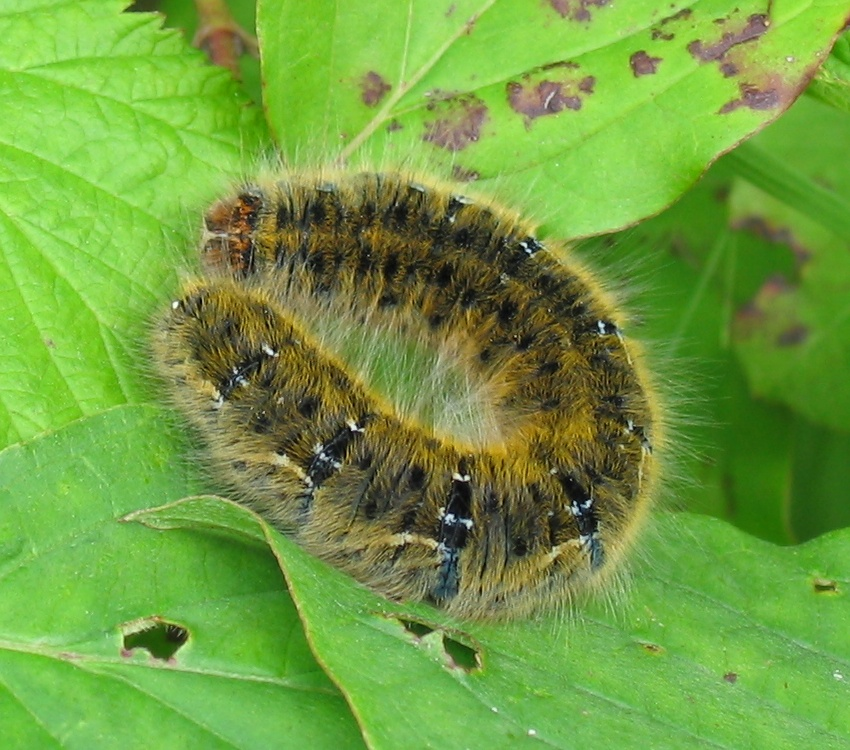
L'eruga
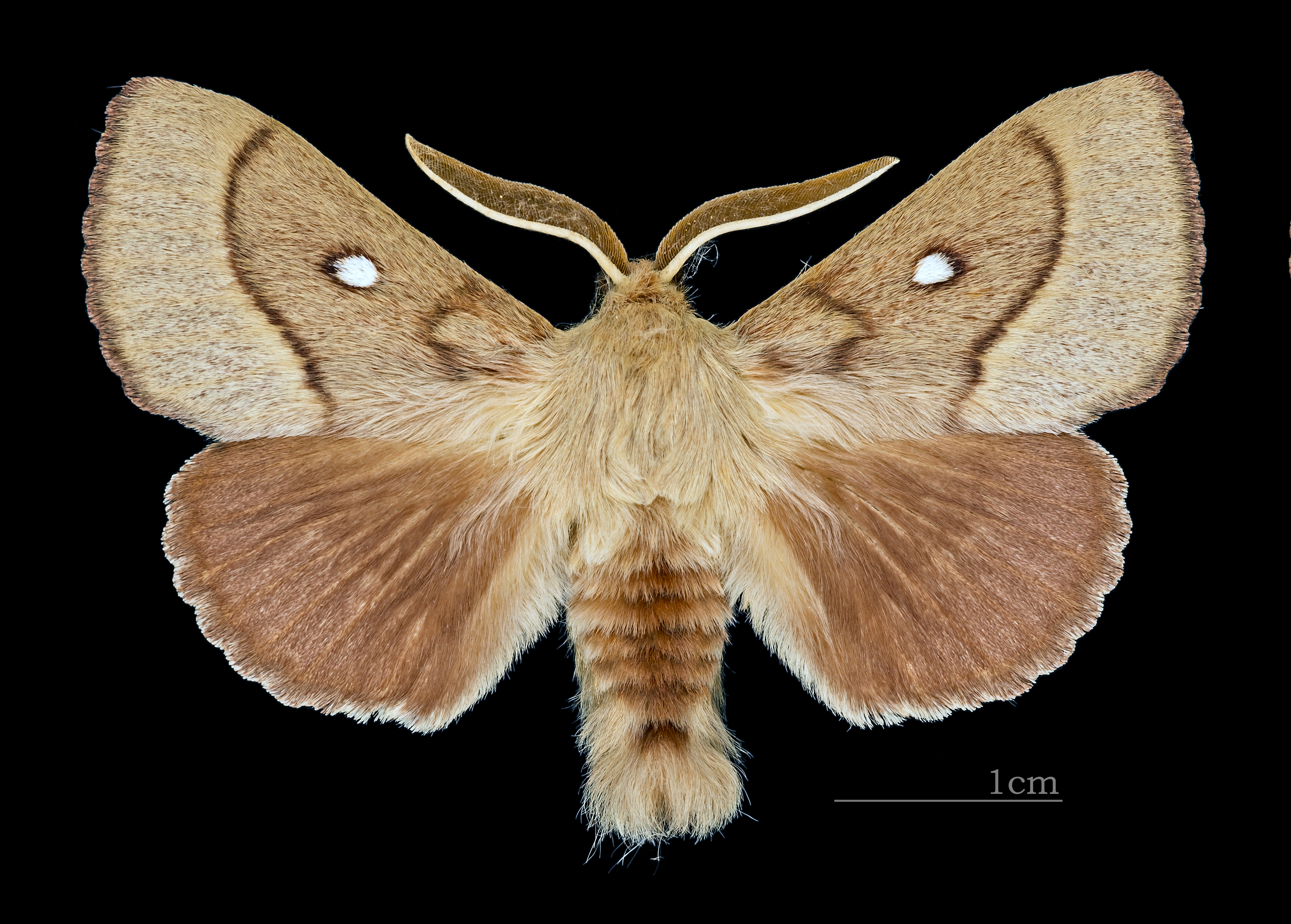
Lasiocampa trifolii ♂
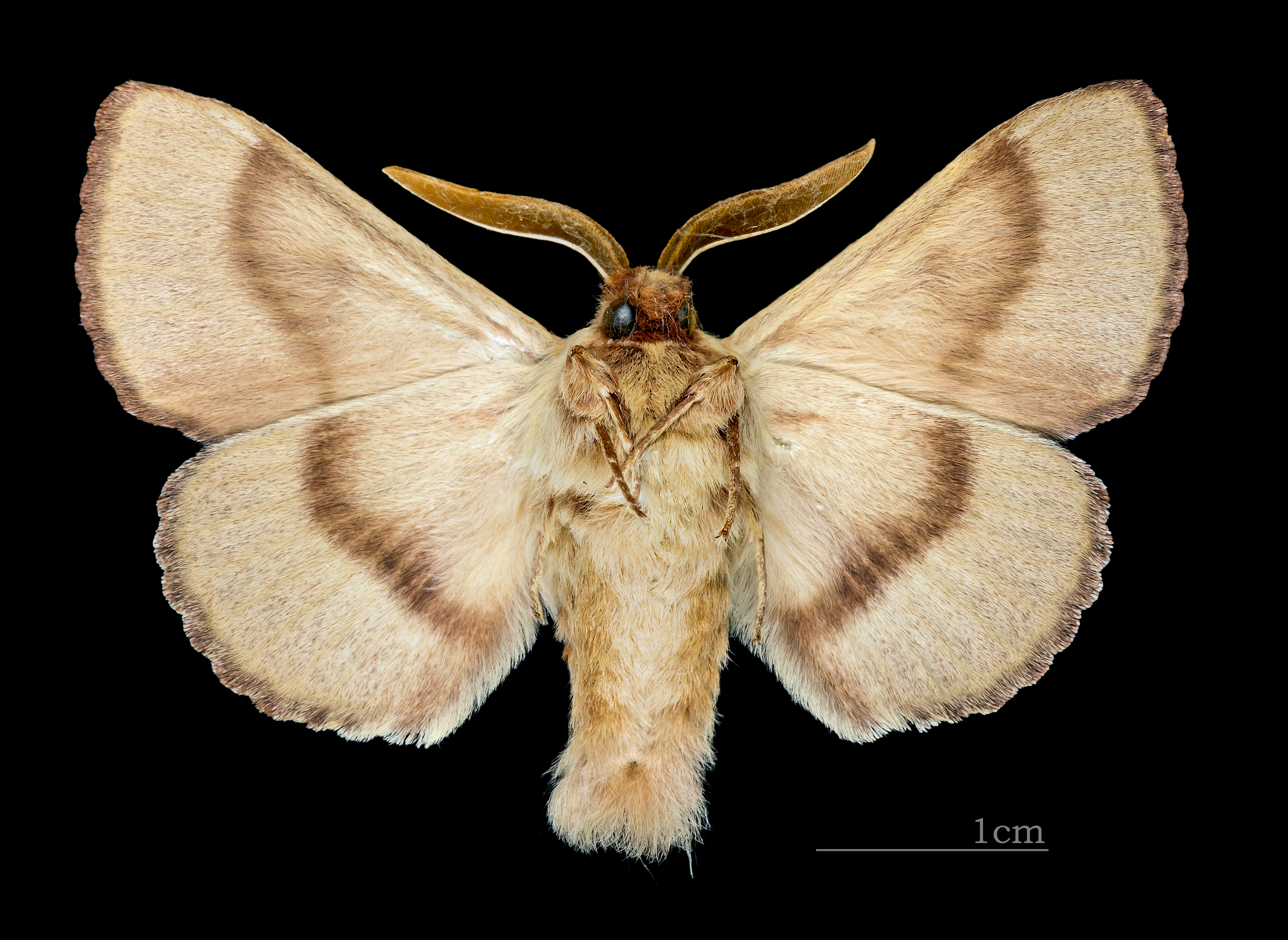
Lasiocampa trifolii ♂ △
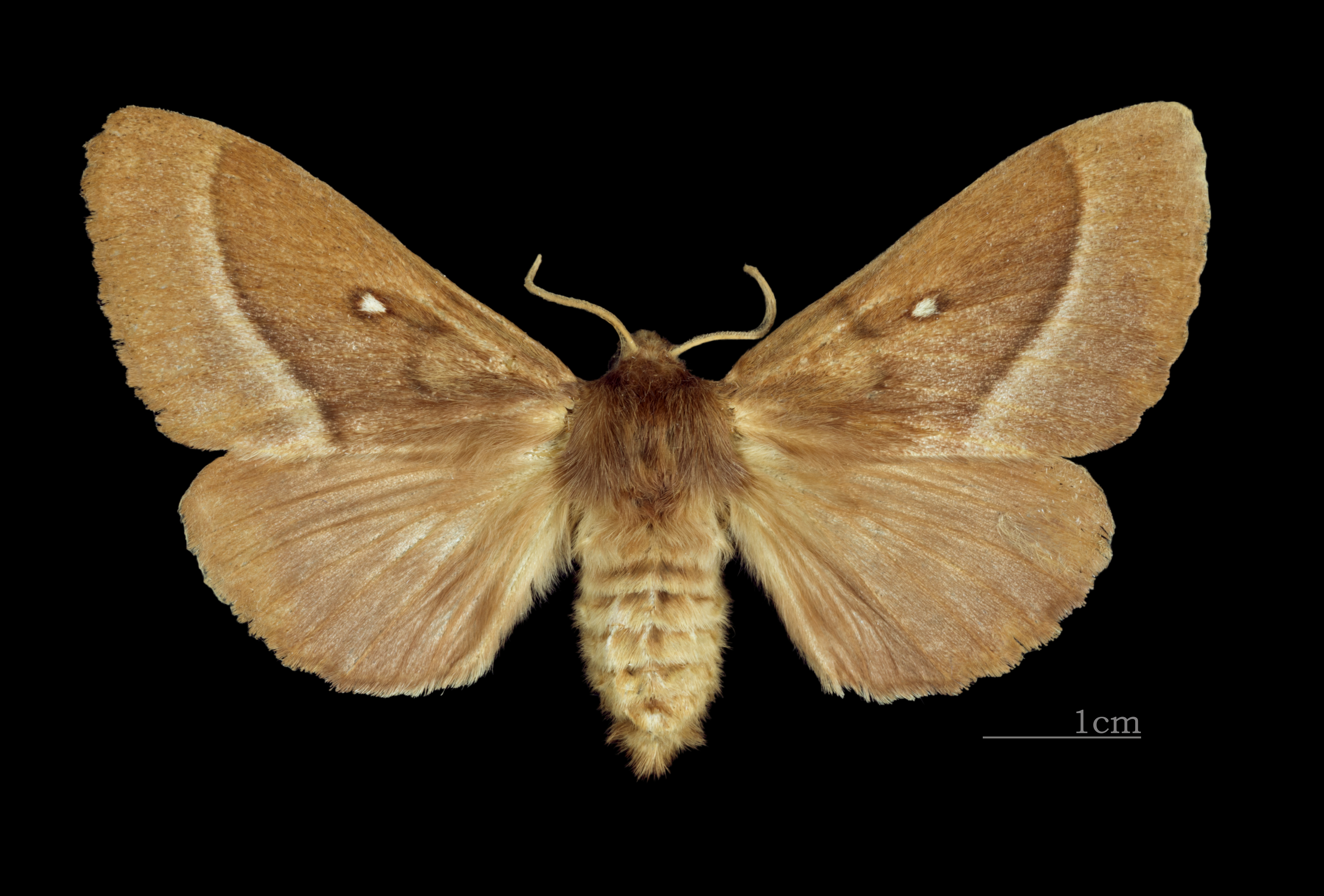
Lasiocampa trifolii ♀
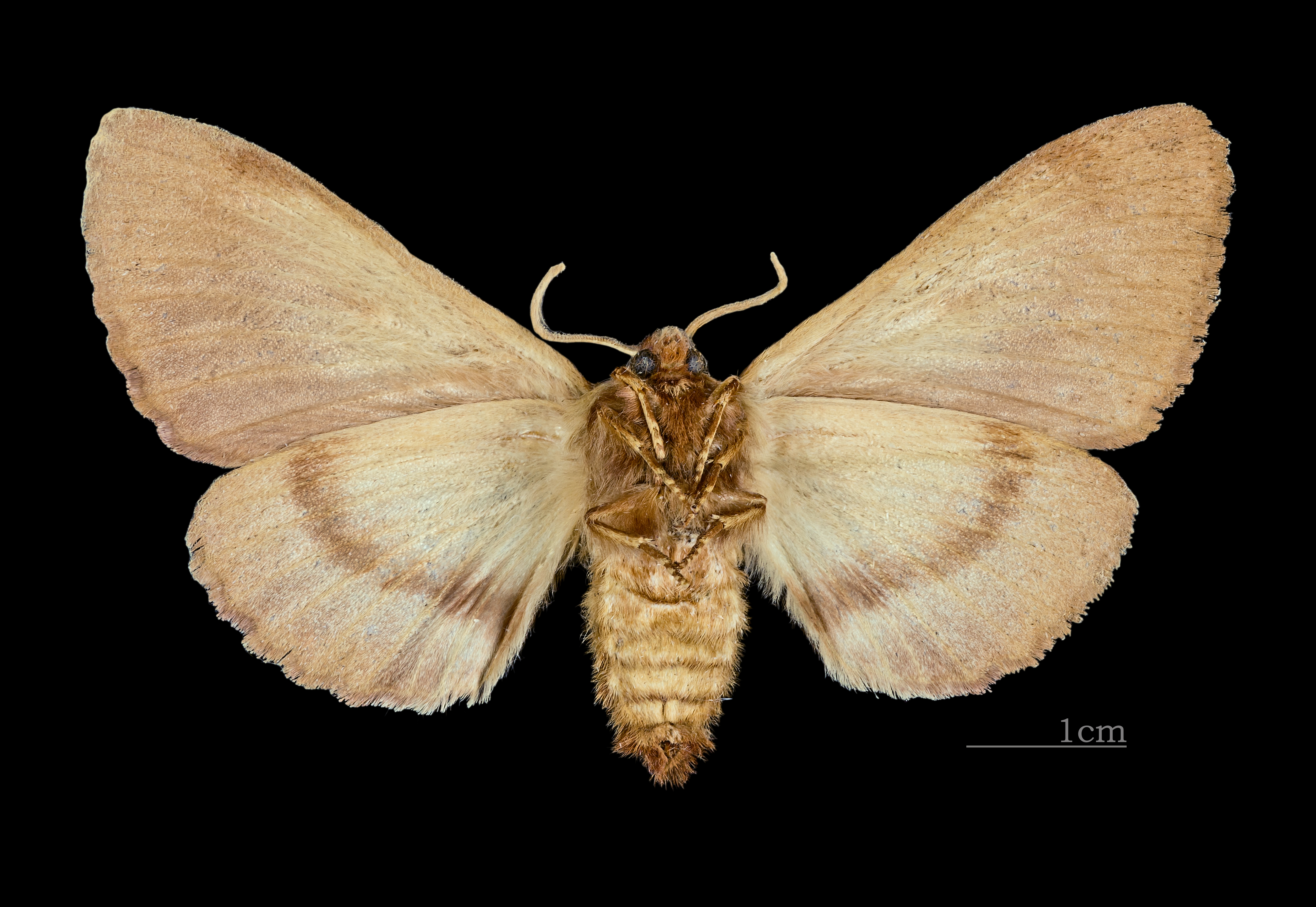
Lasiocampa trifolii ♀ △

## Comportament
- Període de volː de juliol a començaments d'octubre.

## Distribució
De l'Europa a l'Iran i a l'Àfrica del Nord.

## Alimentació
- Plantes nutrícies: nombroses espècies de plantes, essencialment Lleguminoses i Poàcies.

## Sistemàtica
L'espècie Lasiocampa trifolii va ser descrita pels entomòlegs Johann Nepomuk Cosmas Michael Denis i Ignaz Schiffermüller l'any 1775, sota el nom inicial de Bombyx trifolii.

### Sinonímia
- Bombyx trifolii Denis & Schiffermüller, 1775
- Bombyx cocles Geyer, [1831] in Hübner (1800-1838)
- Bombyx trifolii var. ratamae Herrich-Schäffer, 1851
- Bombyx trifolii var. bathseba Staudinger, 1891
- Bombyx trifolii var. maculosa Rogenhofer, 1891

### Taxonomia
Llista de subespècies
- Lasiocampa trifolii trifolii
- Lasiocampa trifolii mauritanica (Staudinger, 1892)[2]

## Galeria

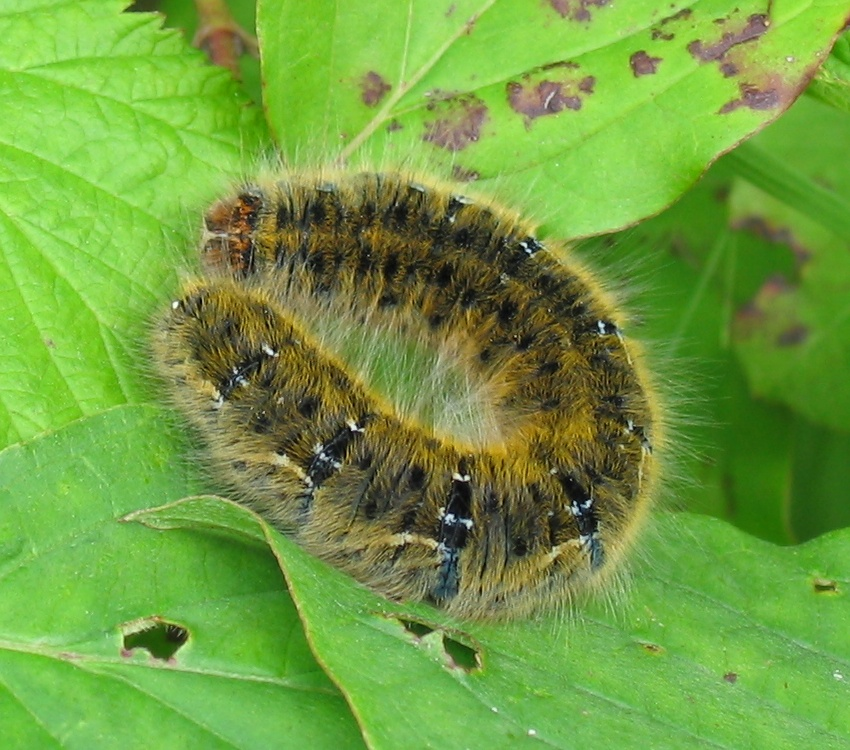
Larva
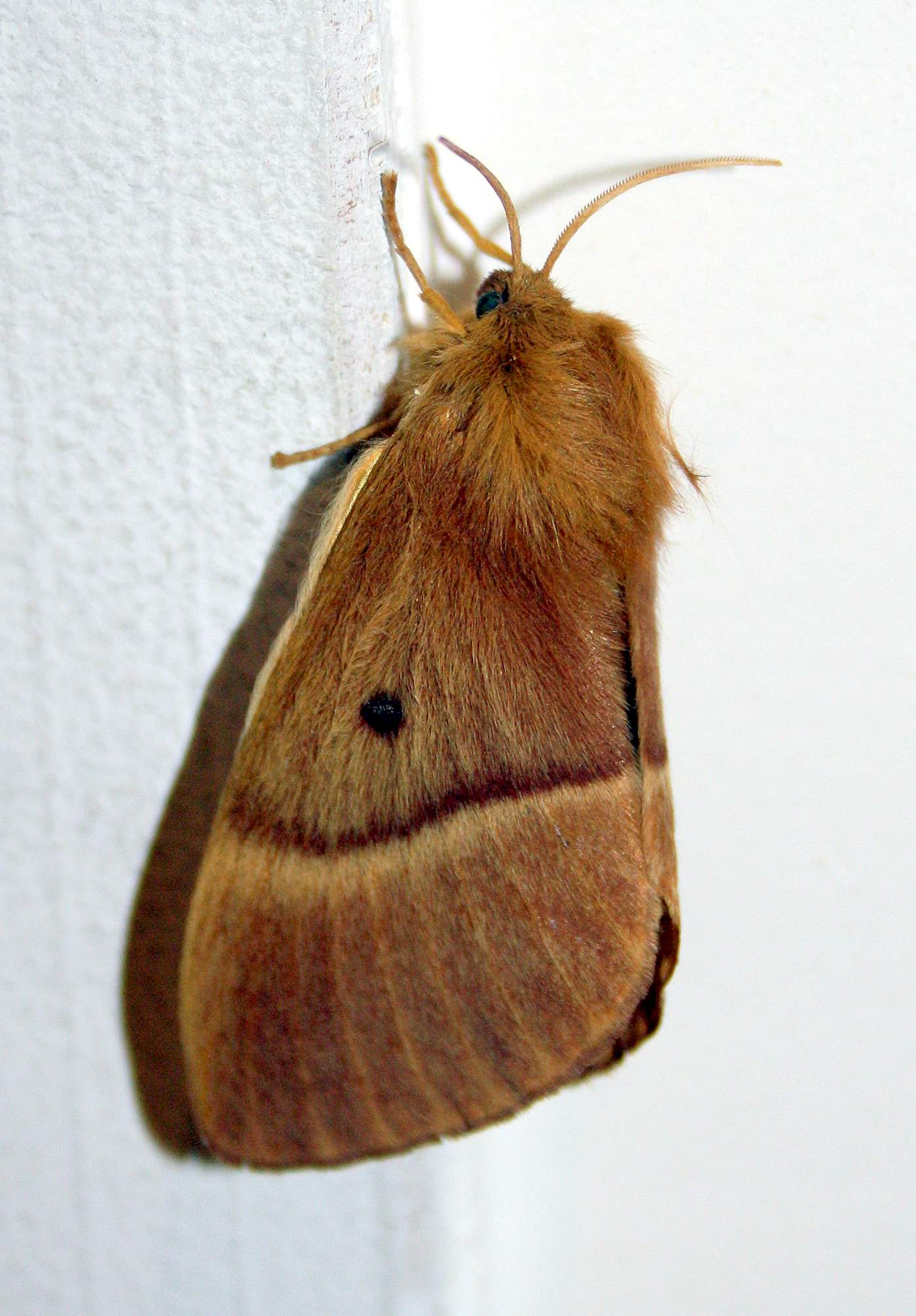
Adult
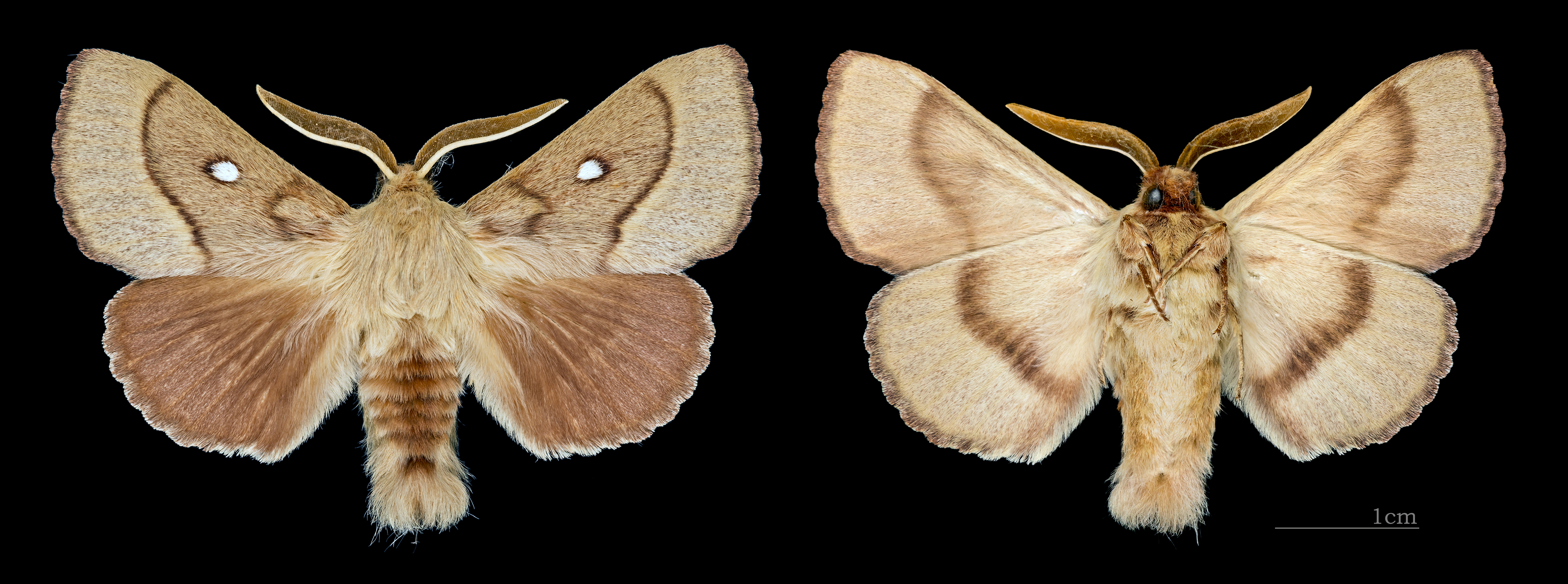
Mascle Mussidan, Muséum de Tolosa
Femella Mussidan, Muséum de Tolosa